# Thomas Fairfax, I lord Fairfax di Cameron
Thomas Fairfax, I lord Fairfax di Cameron (Bilbrough, 1560 – 2 maggio 1640) è stato un militare, diplomatico e politico scozzese primo esponente della famiglia a divenire Pari di Scozia.

## Biografia

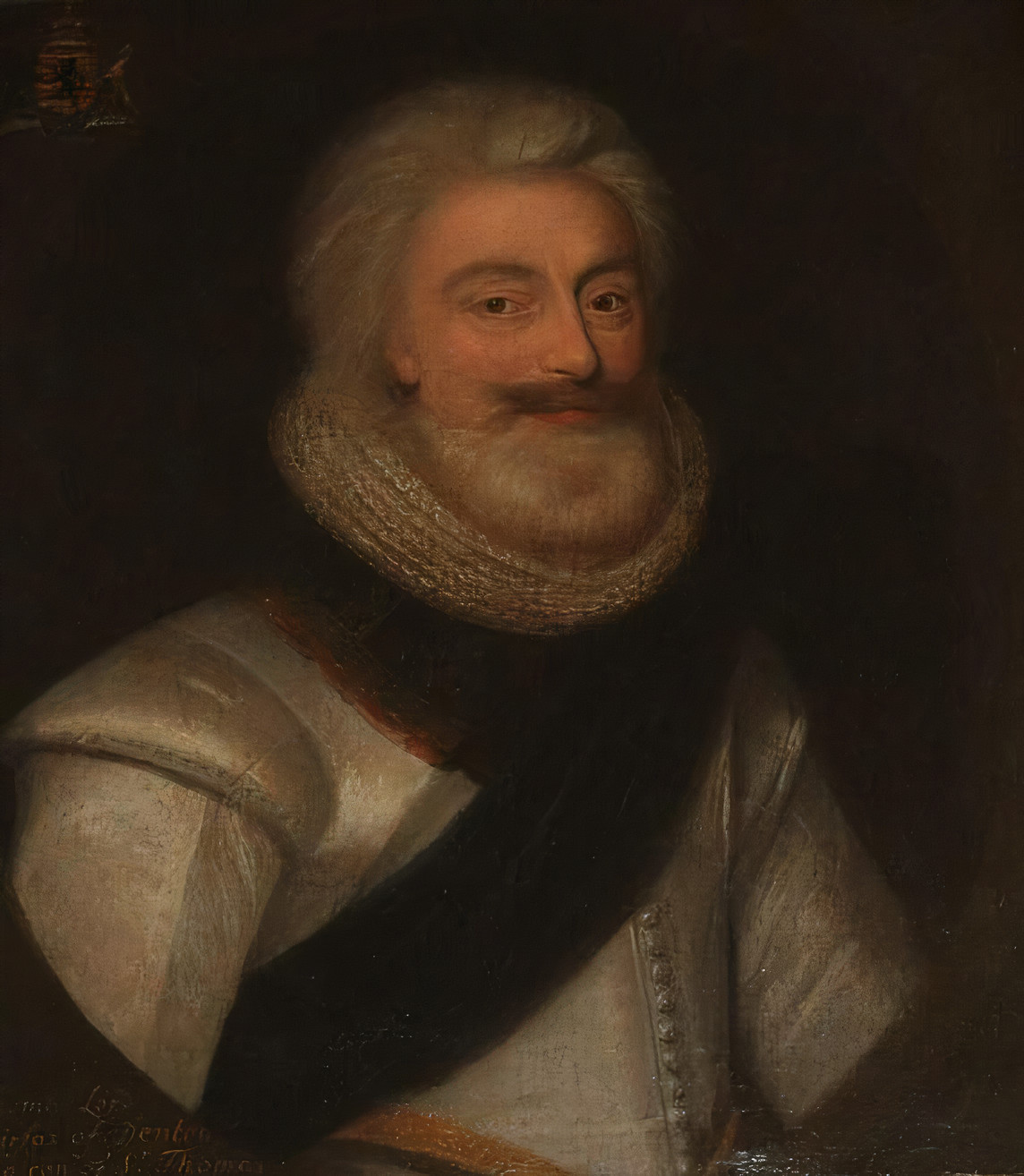

Fairfax era il figlio maggiore di Sir Thomas Fairfax di Denton, Yorkshire e Dorothy Gale. Da giovane fu militare nei Paesi Bassi, dove comandava una compagnia di fanteria sotto Sir Francis Vere. Sia prima che dopo la morte di Maria Stuarda, fu incaricato da Elizabeth di compiere diverse missioni diplomatiche presso Giacomo VI di Scozia. Giacomo gli offrì un titolo, che egli rifiutò. Nel 1586 offr i suoi servizi a Giacomo per sopprimere una rivolta capeggiata da Lord Maxwell, e alla morte di Elisabetta, con sei del suoi più vicini parenti, fu uno dei primi inglesi che si recò in Scozia per giurare fedeltà al nuovo re. Aveva servito in Francia sotto Robert Devereux, II conte d'Essex ed era stato nominato cavaliere da lui nel 1591. Era stato anche membro del Parlamento britannico per Lincoln nel 1586, per Aldenburgh nel 1588 e per il Yorkshire nel 1601 e 1625.
Dopo l'ascesa al trono di Giacomo I al trono James I, si stabilì nella sua proprietà di Denton Hall vicino Ilkley. Egli allevava cavalli e scrisse di equitazione. Con l'adesione di Carlo I, Fairfax fu nuovamente cavaliere della contea (MP) per lo Yorkshire nel parlamento britannico del 1625. Elaborò una dichiarazione dei suoi servizi, e il 4 maggio 1627 fu creato barone Fairfax di Cameron nel peerage della Scozia. La concessione del titolo fu facilitata da un pagamento di £ 1.500.
Fairfax morì il 2 maggio 1640 e venne tumulato accanto alla moglie, che era morta nel 1620, nel transetto sud della Otley Church, dove una grande tomba-altare, sormontata dalle loro effigi, ricorda ancora le loro virtù. La lapide venne scritta dal poeta Edward Fairfax, suo fratellastro.

## Opere
In Analecta Fairfaxiana è scritto che egli fu autore di diverse opere: un discorso di 150 pagine intitolato 'Dangers Diverted, or the Highway to Heidelbergh'; 'Conjectures about Horsemanship'; 'The Malitia of Yorkshire'; un trattato sulla cavalleria dello Yorkshire e contro le corse dei cavalli; 'The Malitia of Durham'; 'Orders for the House,' &c. The last of these, The Order for the Government of the House of Denton, che stabiliva in dettaglio le funzioni di ogni servitore in casa sua.

## Famiglia
Nel 1582 sposò Ellen, figlia di Robert Aske di Aughton, Yorkshire. In qualità di membro del Consiglio del Nord fu messo in relazione con Edmund Sheffield, I conte di Mulgrave, che ne era il presidente. Il suo figlio maggiore Ferdinando Fairfax, II lord Fairfax di Cameron, sposò la figlia di Sheffield, Maria, nel 1607. Nel 1620 i figli più giovani, William e John, prestarono servizio nell'esercito inglese di stanza nei Paesi Bassi. Una lettera di William afferma che suo 'padre dai capelli bianchi' era venuto a unirsi a loro, comprò cavalli ed armi, e fu accolto con il rispetto dovuto ai suoi precedenti servizi. Nel 1631 apprese dal loro generale, che i suoi due figli erano stati uccisi durante l'assedio di Frankenthal. Altri due figli morirono di morte violenta nello stesso anno: Peregrine a La Rochelle e Thomas in Turchia. Henry Fairfax (quarto figlio) e Charles Fairfax furono altri suoi figli.
Fairfax ebbe anche due figlie: Dorothy, andata sposa a Sir William Constable, ed Anne, moglie di Sir George Wentworth of Woolley.